# Ghost Ridge
Ghost Ridge ist ein großer subglazialer Gebirgskamm unter dem Thwaites-Gletscher an der Walgreen-Küste des westantarktischen Marie-Byrd-Lands. Die Formation ist rund 50 km lang sowie zwischen 10 und 30 km breit. Die höchste Erhebung liegt 807 m unter dem Meeresspiegel und wird von einem 1560 m dicken Eispanzer überdeckt. Der Gebirgskamm stellt eine Hürde für die Gletscherbewegung in diesem Gebiet dar.
Benannt ist der Gebirgskamm seit 2022 nach dem Akronym für das internationale Forschungsprojekt Geophysical Habitat of Subglacial Thwaites zur Untersuchung des Thwaites-Gletschers.